# Struyver
De motte (De) Struyver, Struijver of Struver was een middeleeuws mottekasteel gelegen bij de buurtschap Ten Esschen in het Geleenbeekdal in de gemeente Heerlen in de Nederlandse provincie Limburg.
Het betreft hier een abschnittsmotte, waarbij voor de aanleg geen heuvel is opgeworpen, maar in plaats daarvan aan enige zijden aarde is weggehaald. De kasteelheuvel wordt omringd door een diepe, droge gracht en heeft een diameter van ongeveer 35 meter. Inclusief gracht heeft het geheel een doorsnede van ongeveer 70 meter. De heuvel ligt in löss op de grens van het beekdal van de Geleenbeek met het terras.

## Geschiedenis
Op de motte heeft waarschijnlijk ooit een kasteel gestaan dat ook wel Groot Geitsbach of Alden Lenartshoff genoemd werd. In 1381 wordt het Hoff zo Gheisbach voor het eerst vermeld.
In de periode 1537 tot 1662 was het geslacht van Schwartzenberg eigenaar van het kasteel.
Vanaf 1662 was Caspar van Broich de eigenaar.
Vanaf 1763 was het huis en het hof in handen van de familie Breuls.
In het begin van de 18e eeuw kwam het goed in handen van de baronnen van Wijlre. Zij hadden tevens Kasteel Terworm in bezit.
In 1747 werd door Baron Wynand Theodor van Wijlre ten oosten van de motte de hoeve Struyver gebouwd die vermoedelijk een oudere hoeve opvolgde.
Doordat er nog geen archeologisch onderzoek is verricht is het onduidelijk wanneer de bebouwing van de motte verdwenen is.
Het terrein is een rijksmonument.

## Zie ook

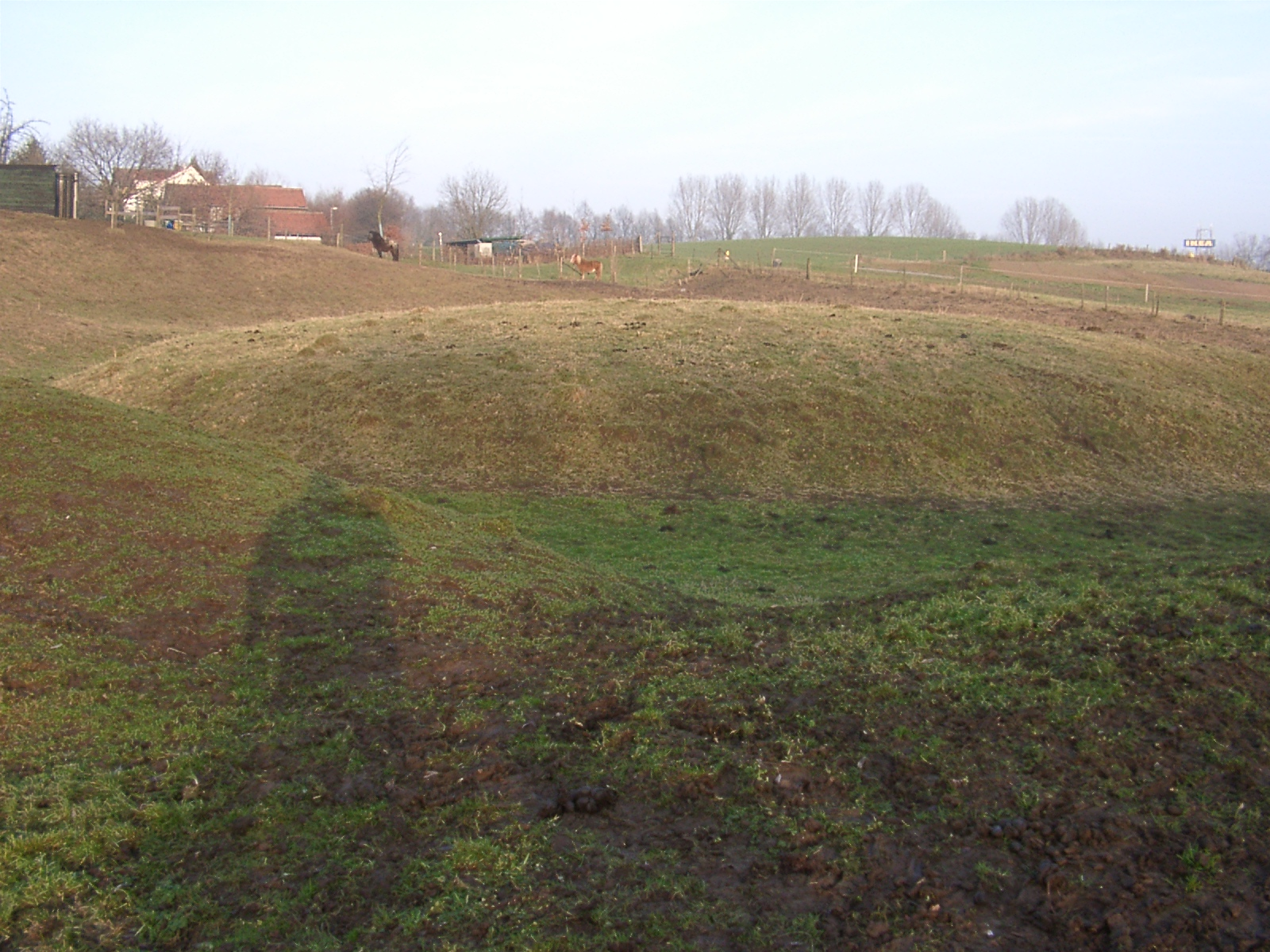
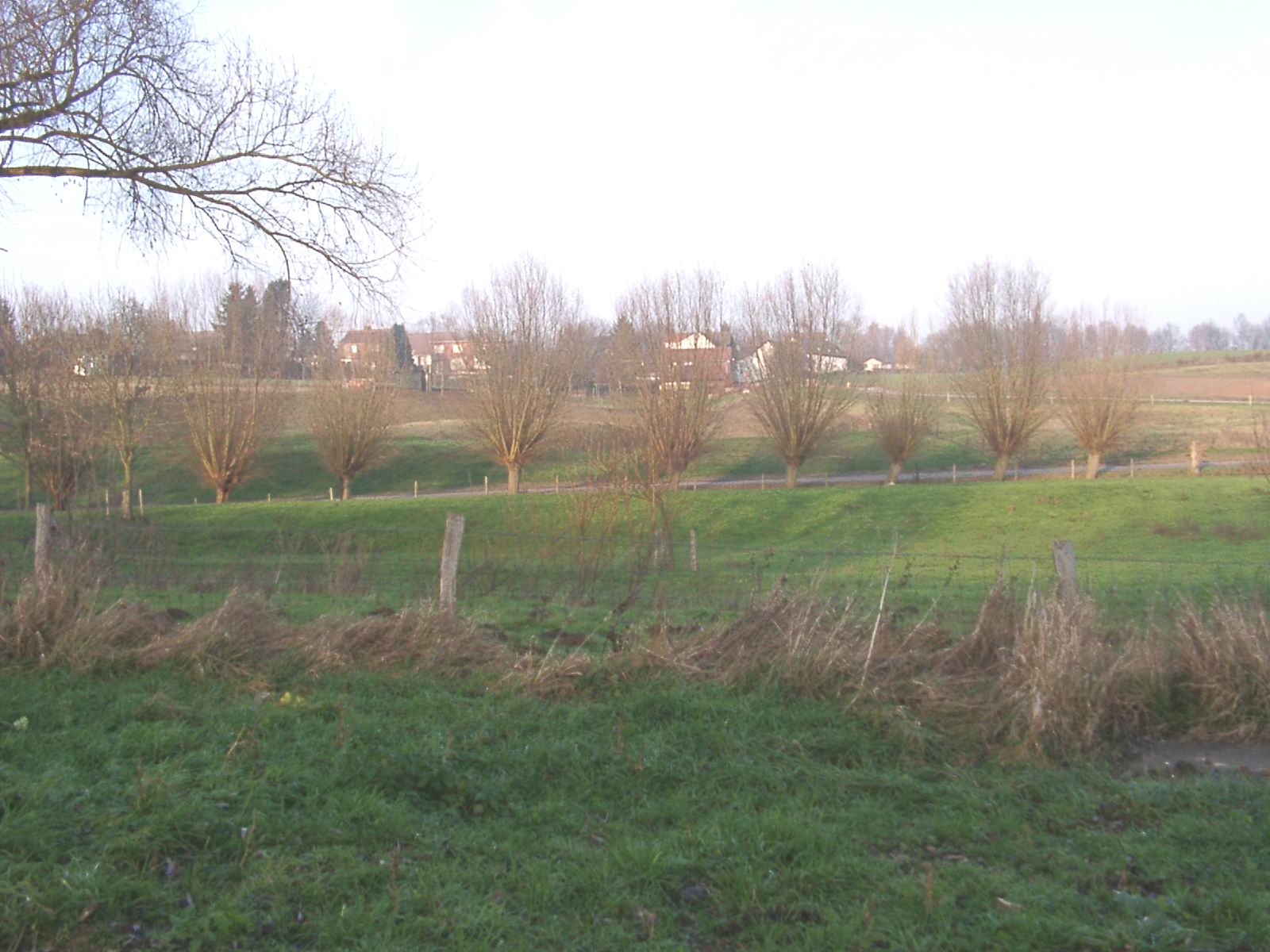